# Сордо, Рамиро
Рамиро Габриэль Сордо (исп. Ramiro Gabriel Sordo; род. 29 июня 2000, Лас Росас, Санта-Фе) — аргентинский футболист, вингер клуба «Сантос Лагуна».

## Клубная карьера
Сордо — воспитанник клубов «Бельграно Лас-Росас» и «Ньюэллс Олд Бойз». 9 ноября 2020 года в матче против «Бока Хуниорс» он дебютировал в аргентинской Примере в составе последних. 21 мая 2021 года в поединке Южноамериканского кубка против чилийского «Палестино» Рамиро забил свой первый гол за «Ньюэллс Олд Бойз». В начале 2024 года Сордо перешёл в мексиканский «Сантос Лагуна». Сумма трансфера составила 2,5 млн. евро. 